# یواس‌اس کاولا (ای‌جی-۳۳)
یواس‌اس کاولا (ای‌جی-۳۳) (به انگلیسی: USS Kaula (AG-33)) یک کشتی بود که طول آن ۲۶۷ فوت (۸۱ متر) بود. این کشتی در سال ۱۹۳۸ ساخته شد.